# Ist Geraldine ein Engel?
Pour plus de détails, voir Fiche technique et Distribution.
Ist Geraldine ein Engel? (titre français : Une fine mouche) est un film autrichien réalisé par Steve Previn (en) sorti en 1963.

## Synopsis
Geraldine vit avec sa tante Klara et son mari Viktor, éditeur de musique. Son compagnon est le jeune Niki, qui entame une relation secrète avec Geraldine pendant les vacances d'été. Elle doit rentrer en Suède et Niki se rendra bientôt à Monte Carlo. L'entreprise est souvent confrontée à des questions fiscales dans le petit État de Monaco. En guise d'adieu de Niki, Geraldine reçoit un petit ours en peluche, qui était censé être son animal en peluche préféré qu'il avait autrefois reçu de sa mère. Geraldine gardera l'ours comme un trésor pendant les prochains mois et écrira des lettres d'amour pour Niki. Cependant, il a de nombreuses affaires en son absence, y compris des projets de voyager à Monte Carlo pour des vacances romantiques avec la femme mariée Elisabeth van Deysen, car elle emmène un amant différent chaque fois qu'il y va.
Après six mois en Suède, Geraldine retourne chez sa tante. Elle est devenue une belle jeune femme et Niki est vraiment surpris quand il la revoit. Son voyage à Monte Carlo est imminent, mais Elisabeth annule sa participation, car son mari est étonnamment rentré à la maison. Tante Klara veut ouvrir les yeux de Geraldine et la laisse surprendre la conversation téléphonique entre Niki et Elisabeth. Geraldine est furieuse. Comme Niki a déjà acheté les billets d'avion, il invite Geraldine à venir à Monte Carlo avec lui. Elle accepte, mais veut lui donner une leçon.
Geraldine est sage à Monte Carlo. Par accident, elle prend un somnifère destiné à Niki le soir et est maintenant incroyablement fatiguée. Niki, cependant, veut passer la nuit avec elle et donc Geraldine s'échappe par le balcon dans la pièce voisine, où elle va dormir. L'occupant de cette chambre est le playboy Jan, qui en a marre des femmes et s'est saoulé au bar de l'hôtel. Niki, qui ne trouve pas Geraldine, le rejoint, et tous deux boivent à la méchanceté des femmes. Peu de temps après, Jan retrouve Geraldine, qu'il ne reconnaît pas, dans son lit, mais se retire et passe la nuit sur le balcon. Geraldine s'enfuit de sa chambre le lendemain matin, mais perd sa chaussure dans la chambre de Jan. Elle fait rapidement ses valises et rentre à la maison. Sa chambre d'hôtel ne reste cependant pas inoccupée longtemps, car Elisabeth van Deysen arrive et emménage dans la chambre d'hôtel déjà réservée à son nom. Cela provoque une surprise pour Niki et de la confusion pour Jan.
Geraldine avait raconté à sa tante quelque chose à propos d'un séjour à Sankt Wolfgang im Salzkammergut avec des amis. Tante Klara est d'autant plus surprise qu'un jour Jan se tient devant la porte à la recherche du propriétaire de la chaussure que Geraldine avait perdue dans la chambre d'hôtel. Tante Klara soupçonne le pire et veut forcer Niki à épouser Geraldine. Mais il n'y pense pas. Geraldine, à son tour, conclut un accord avec Jan : il essaie de la rapprocher d'elle et de Niki parce qu'il a reconnu qu'elle aime Niki. S'il n'y parvient pas, elle lui donnera une autre chance, puisque Jan est tombé amoureux de « l'ange inconnue » à l'origine. Jan rend visite à Niki pour dissiper le malentendu sur la nuit à Monte Carlo. Cependant, Niki vient de recevoir la visite d'Elisabeth, qu'il a cachée à moitié déshabillée dans la chambre à coucher. Geraldine suit et voit non seulement de nombreux ours en peluche avec Niki, mais aussi les vêtements cachés d'Elisabeth. Elle fait maintenant semblant d'être avec Jan et finit par aller à Monte Carlo avec lui. Niki est outré que la tante permette cela. Après une certaine confusion sur les billets d'avion, Niki, l'oncle Viktor et tante Klara se retrouvent à Monte Carlo, où se trouvent déjà Geraldine et Jan. Tante Klara dissuade Viktor de tricher. Jan indique à son tour clairement à Geraldine qu'il n'est en fait pas un gentleman et qu'il passera la nuit avec elle. Puis il verrouille la porte de l'extérieur, car il doit donner un petit coup de main à un ami. Comme il ne revient pas et que Geraldine ne peut pas quitter la chambre d'hôtel, elle s'enfuit à nouveau via le balcon. Niki l'attend dans la pièce voisine et l'embrasse. Jan est là aussi, il utilise l'astuce pour réunir Geraldine et Niki. La nuit, cependant, se déroule d'une manière civilisée : Jan est dans la chambre du milieu, tandis que Geraldine et Niki doivent dormir dans des chambres séparées à gauche et à droite de lui. 

## Fiche technique
- Titre : Ist Geraldine ein Engel?
- Réalisation : Steve Previn (en)
- Scénario : Kurt Nachmann
- Musique : Heinz Gietz
- Direction artistique : Herta Hareiter
- Costumes : Paul Seltenhammer
- Photographie : Georg Bruckbauer (de)
- Montage : Alfred Srp
- Production : Karl Spiehs, Adolf Eder
- Sociétés de production : Wiener Stadthalle
- Pays d'origine :  Autriche
- Langue : allemand
- Format : Couleur - 1,66:1 - Mono - 35 mm
- Genre : Comédie
- Durée : 84 minutes
- Dates de sortie :
  - Allemagne : 30 août 1963.
  - France : 24 juillet 1964[1].

## Distribution
- Cornelia Froboess : Geraldine
- Peter Weck : Niki
- Vilma Degischer : Tante Klara
- Gunther Philipp : Oncle Viktor
- Sabine Bethmann : Elisabeth van Deysen
- Ivan Desny : Jan
- Christiane Nielsen : Lilo
- Waltraut Haas : L'hôtesse de l'air

## Production
Comme il prépare un film musical sur Johann Strauss, Steve Previn, le frère du compositeur André Previn, est venu à Vienne. Le producteur Karl Spiehs en profite pour embaucher un réalisateur hollywoodien. Le film est basé sur la pièce Ist Geraldine ein Engel de Hans Jaray présentée en 1933.
À sa sortie, le film est un échec artistique et commercial.